# 質心
質心為多質點系統的質量中心。若對該點施力，系統會沿著力的方向運動、不會旋轉。質點位置對質量加權取平均值，可得質心位置。以質心的概念計算力學通常比較簡單。質心對應的英文有  與 （或 ，源自古希臘的  heavy +  centre）。後者指兩個或多個物體互繞物體的質量中心。
 在天文學和天文物理上是很重要的一個觀念。從一個物體的質心轉移一個距離至彼此的質心，可以簡化成二體問題來進行計算。在兩個天體當中，有一個比另一個大許多的情況下（在相對封閉的環境），質心通常會位於質量較大的天體之內。因而較小的天體會在軌道上繞著共同的質心運動，而較大的僅僅只會略微"抖動"。地月系統就是這樣的狀況，倆者的質心距離地球的中心4,671公里，而地球的半徑是6,378公里。當兩個天體的質量差異不大時，質心通常會介於兩者之間，而這兩個天體會呈現互繞的現象。冥王星和它的衛星夏戎，還有許多雙小行星和聯星，都是這種情況的例子。木星和太陽的質量相差雖然超過1,000倍，但因為它們之間的距離較大，也是這一類型的例子。
在天文學，質心座標是非轉動座標，其原點是兩個或多個天體的質心所在。國際天球參考系統是質心座標之一，它的原點是太陽系的質心所在之處。
在幾何學，質心不等同於重心，是二維形狀的幾何中心。

## 二體問題

新視野號所見冥王星和它的衛星夏戎的系統的質心。

## 性质
質心不一定要在有重力場的系統中才會有意義，而重心則否。值得注意的是，除非重力場是均勻的，否則同一物質系統的質心與重心通常不在同一假想點上。对于密度均匀、形状对称分布的物体，其质心位于其几何中心处。
在两质点系统中，取质心为原点，两质点连线为x轴，则两质点坐标{\displaystyle x_{1}}和{\displaystyle x_{2}}与质量{\displaystyle m_{1}}与{\displaystyle m_{2}}有如下关系：
{\displaystyle {\frac {x_{1}}{x_{2}}}=-{\frac {m_{2}}{m_{1}}}}

## 例子
雙星互繞時它們的質心位置：
| 兩顆星體質量差不多，例如休神星。             | 兩顆星體質量不同，例如冥王星與冥衛一。 | 兩顆星體質量有很大的不同，例如地球與月球。 | 兩顆星體質量有極大的不同，例如太陽與地球。 |
| 兩顆星體以橢圓軌道互繞，此狀況通常稱為聯星。 |                                        |                                            |                                            |

## 重心
重力作用的平均位置，定義為各質點相對於重心(質心)的位置向量乘上各質點的重力之和(合力矩)為零。

### 均勻重力場
在地球表面附近，重力場可被認定為均勻且平行向下，所以重心會等同於質心。
在物理學，使用「質心」來表示質量分布的好處，從以合力來考慮連續體的重力可以看出。考虑一个体积为V的体系（不一定是刚体），并设在物体内位置矢量为r的点的密度为ρ(r)。在均匀的重力场中，每个点r的场的作用力f由下式给出：
{\displaystyle \mathbf {f} (\mathbf {r} )=-dm\,g{\vec {k}}=-\rho (\mathbf {r} )dV\,g{\vec {k}},}
其中dm是在點r的質量，g 是重力加速度，以及k 是定義垂直方向的單位向量。
在这个体系中选择位置矢量为R的点为参考点，计算出點r所受的合力：
{\displaystyle \mathbf {F} =\int _{V}\mathbf {f} (\mathbf {r} )=\int _{V}\rho (\mathbf {r} )dV(-g{\vec {k}})=-Mg{\vec {k}},}
以及點r相对點R合力矩：
{\displaystyle \mathbf {T} =\int _{V}(\mathbf {r} -\mathbf {R} )\times \mathbf {f} (\mathbf {r} )=\int _{V}(\mathbf {r} -\mathbf {R} )\times (-g\rho (\mathbf {r} )dV{\vec {k}})=\left(\int _{V}\rho (\mathbf {r} )(\mathbf {r} -\mathbf {R} )dV\right)\times (-g{\vec {k}}).}
如果这个参考点R正好选在质心，则有
{\displaystyle \int _{V}\rho (\mathbf {r} )(\mathbf {r} -\mathbf {R} )dV=0,}
这就意味着合力矩T=0。因为其合力矩为零，可以视为体系所有的质量集中于质心，而没有体系自身转动的效应。

### 非均勻重力場
常用於天體力學
平行場
一些不均勻的引力場中可以通過可變但並行的場來建模： g(r) = g(r)n,其中n是一些常數單位矢量。雖然不均勻的引力場不能完全平行，但如果物體足夠小，這種近似可能是有效的。然後可以將重心定義為構成組成物體位置的特定加權平均值。即是質心平均超過每個粒子的質量，重心平均超過每個粒子的重量：
{\displaystyle \mathbf {r} _{\mathrm {cg} }={\frac {1}{W}}\sum _{i}w_{i}\mathbf {r} _{i},}
此处 {\displaystyle \mathbf {w} _{\mathrm {i} }} 是 i粒子和W 所有粒子的（标量）总重量。 该方程始终具有独特的解决方案，并且在并行场近似中，它与扭矩要求兼容。.
一个常见的例子涉及地球领域的月亮。使用加权平均定义，月球的重心比其质心更低（更接近地球），因为它的下部受地球引力的影响更大。
(以下為未翻譯內容，歡迎協助翻譯)
球形場
如果外部重力场是球对称的，那么它相当于点质量的场 M ，质点在球对称的中心 r。此时，重心可定义为一点，在该点上物体的合力可由 牛顿万有引力定律得到:
{\displaystyle {\frac {GmM(\mathbf {r} _{\mathrm {cg} }-\mathbf {r} )}{|\mathbf {r} _{\mathrm {cg} }-\mathbf {r} |^{3}}}=\mathbf {F} ,}
此处G是引力常数，m是物体的质量。若合力非零，该等式有独一解，而且此解满足扭矩上的要求。 A convenient feature of this definition is that if the body is itself spherically symmetric, then rcg lies at its center of mass. In general, as the distance between r and the body increases, the center of gravity approaches the center of mass.
Another way to view this definition is to consider the gravitational field of the body; then rcg is the apparent source of gravitational attraction for an observer located at r. For this reason, rcg is sometimes referred to as the center of gravity of M relative to the point r.